# Sint-Antoniuskerk (Gronau)
De Sint-Antoniuskerk (Duits: Pfarrkirche St. Antonius) is een rooms-katholieke parochiekerk in de Westfaalse stad Gronau. De kerk draagt het patrocinium van Antonius de Grote, schutspatroon van de huisdieren, begrafenisondernemers, manden- en borstelmakers.

## Geschiedenis
De voorganger van de huidige Antoniuskerk was een laatbarok gebouw, dat werd afgebroken om plaats te maken voor de in 1913 gebouwde basiliek. De kerk is een neogotisch bouwwerk met neoromaanse trekken, heeft een dwarsschip en een 5/8 koorafsluiting. Het monumentale bouwwerk werd opgetrokken van Ibbenbürener zandsteen en bezit zowel rond- als spitsboogvensters met rijk maaswerk. Verdere decoraties zijn de romaanse boogfriezen. Het interieur heeft kruisribgewelven. 

## Kunstwerken
- De nederrijnse Madonna dateert van de 2e helft van de 15e eeuw en stamt uit de voorgangerkerk.
- De beelden van Paulus, Petrus en Antonius Abt werd in de laatbarokke periode gemaakt.
- Het crucifix is 19e-eeuws.
- De gebrandschilderde ramen werden tussen 1914 en 1919 gemaakt naar een ontwerp van Wilhelm Derix.

## Orgel
Het orgel werd in 1962 door de orgelbouwer Friedrich Fleiter gebouwd. Het instrument heeft registers op drie manualen en pedaal. De speel- en registertracturen zijn elektrisch.   